# Delta Serpentis
Delta Serpentis (Qin, Tsin, 13 Serpentis) é uma estrela múltipla na direção da constelação de Serpens. Possui uma ascensão reta de 15h 34m 48.19s e uma declinação de +10° 32′ 19.9″. Sua magnitude aparente é igual a 3.80. Considerando sua distância de 210 anos-luz em relação à Terra, sua magnitude absoluta é igual a −0.24. Pertence à classe espectral F0IV. É uma estrela variável δ Scuti e é componente do sistema delta Serpentis.